# Tema (morfología lingüística)
El tema (este término proviene del nombre en latín thema, que a su vez proviene de un término griego que puede traducirse por « lo que se establece ») es, en morfología lingüística, el conjunto constituido por un lexema o radical y sus afijos, pero sin las desinencias. 
Por ejemplo, en la forma finissons (francés), el tema es fin-iss-, compuesto por el radical fin- y el interfijo -iss-.
La noción de tema es primordial en el estudio de las lenguas indoeuropeas antiguas (sánscrito, latín, griego antiguo, etc.), pues estas lenguas han desarrollado su morfología sobre el principio de temas fuertemente distinguidos o diferenciados unos de otros.

## El tema como morfema derivativo
Se denominan tema los lexemas que no pueden aparecer aislados, sino formando parte de compuestos.
En este sentido, son temas las raíces griegas (psico, bio, socio) y latinas que puedan formar palabras por composición, ya sea uniéndose a un lexema (socio+logo) ya uniéndose a otro tema (filo + logo). 

### Diferencias entre tema, raíz y afijo
Los temas (como psico o logía) se diferencian de las raíces o lexemas en que siempre se han de unir a otra raíz (psico+historia) o a otro tema (psico+logía), y se diferencian de los afijos (como in- o -ble) en que, por una parte, pueden unirse entre sí sin necesidad de una raíz (es posible psico+logía, pero no in+ble) y, por otra, se unen indistintamente al principio o al final de otra raíz (biología / microbio).

## El tema como base de flexión
Algunas escuelas lingüísticas utilizan el término 'tema' para referirse a la base sobre la que tiene lugar la flexión morfológica. Así, en la palabra artístico, el lexema es art (presente en arte, artista, etc), pero el tema es artistic- (es decir, la palabra sin las desinencias de género y número).
Puesto que la derivación, a diferencia de la flexión, no es sistemática ni productiva, el concepto de tema sustituye ventajosamente al de lexema como portador de significado léxico.

### Temas verbales
En este sentido de base de flexión, el término 'tema' se ha utilizado tradicionalmente (especialmente en las lenguas clásicas) para denominar las diversas formas que puede adquirir la raíz de un verbo irregular. 
Los verbos del español cuentan con tres temas:
- De presente: todos los presentes (indicativo, subjuntivo e imperativo) y el imperfecto de indicativo (aunque este último tiempo y el presente de subjuntivo tienen a veces formas especiales).

Por ejemplo, el tema de presente de poner es pon(g) (presente de indicativo: yo pongo, imperfecto: yo ponía, presente de subjuntivo: yo ponga).
- De perfecto: el perfecto simple de indicativo, y el imperfecto y futuro de subjuntivo.

El tema de perfecto de poner es pus- (pretérito perfecto simple: yo puse, pretérito imperfecto de subjuntivo: yo pusiera).
- De futuro: usado por el futuro de indicativo y el condicional simple.

Por ejemplo, el tema de futuro de poner es pond (futuro: yo pondré, condicional: yo pondría).
Por razones de tipo histórico, este tema no es reconocido por el Esbozo de una nueva gramática de la lengua española (RAE, 1973), que sin embargo dice: "el futuro de indicativo y el condicional presentan una formación especial" (¶ 2.10.4)